# Plaza El Ancla
La plaza El Ancla, es una plaza situada en Maracay, estado Aragua, Venezuela. Este espacio constituye el arranque de la avenida Mérida, y consiste principalmente en una fuente ornamental que ostenta en el centro un asta en forma de ancla. Con su espejo de agua de trazado irregular la plaza matiza la austeridad de este sector, hasta no hace mucho de carácter netamente industrial. desde el aire se puede ver que tiene forma de un barco gigante.
La plaza cuenta con caminos para poder disfrutar de paseos en bicicleta o a pie, así como zonas de juego infantil.

## Cacique Maracay
Como parte de su rehabilitación en 2014, la escultura del cacique Maracay, de 4 m de altura y cerca de 800 kilos, ubicada en la redoma de El Indio, fue traslada a esta plaza. Dicha escultura fue develada en agosto de 1957, conjuntamente con la inauguración de la avenida Mérida. La estatua en bronce del cacique Maracay (titulada Cacique) es obra del escultor italiano Gaetano Chiaromonte, y fue fundida en Nápoles por la Fonderia Chiurazzi, en una época en que dicha empresa atravesaba por una seria crisis tras los embates de la Segunda Guerra Mundial. 